# Entschlüsselung
Entschlüsselung, mit ähnlicher Bedeutung auch Dechiffrierung, jedoch insbesondere in der Kryptologie mit unterschiedlicher Definition auch Entzifferung, beschreibt im weiteren Sinne die Erklärung oder Deutung unbekannter Zeichen, Symbole, Bilder, Hinweise oder anderer Artefakte bzw. deren Umwandlung in bekannte Zeichen.
Es lassen sich unterschiedliche Gründe für Entschlüsselungen unterscheiden:
- Die technische Anwendung von standardisierten (bekannten) Kodierungsverfahren.
- Es liegt lediglich eine unbekannte Kodierung oder Sprache vor, der Urheber hat aber gar keine Information verbergen wollen.
- Eine Weitergabe, Nutzung oder Veränderung von Daten, die vom Urheber unterbunden werden wollte.
- Offenlegung der Information oder Botschaft von anderen Personen als den vom Urheber erwünschten Adressaten.

In den meisten Anwendungen der Informatik steht nicht die Entschlüsselung unbekannter Kodierungen im Vordergrund, sondern es werden Ver- und Entschlüsselung für technische Funktionen, wie zur Datenkompression oder zur Umwandlung verschiedener Zeichensätze verwendet.

## Entschlüsselung in der Kryptologie

Durch Entschlüsselung wird mithilfe eines geheimen Schlüssels aus einem Geheimtext der Klartext erzeugt

Im engeren Sinne, speziell in der Kryptologie, ist die Entschlüsselung der Vorgang, bei dem ein zuvor durch Verschlüsselung chiffrierter Text (oft als Geheimtext bezeichnet) mit Hilfe eines Entschlüsselungsverfahrens und des Schlüssels in den Klartext zurückverwandelt wird. Sprachlich sauber wird dabei zwischen der Ver- und Entschlüsselung einerseits und der Entzifferung andererseits unterschieden.
Demnach ist die Entschlüsselung die befugte Tätigkeit des legitimen Empfängers, der im Besitz des Schlüssels ist und damit aus dem Geheimtext den Klartext gewinnt; die Entzifferung hingegen ist die (in der Regel unbefugte) Tätigkeit eines Kryptoanalytikers, der sich bemüht, den Nachrichteninhalt ohne Kenntnis des Schlüssels zu erfahren und dafür kryptanalytische Methoden einsetzt.

## Entschlüsselung in der Archäologie
Der Begriff Entschlüsselung wird in der Archäologie für die Deutung bzw. Übersetzung unbekannter Schriftsysteme und Zeichen verwendet.

## Entschlüsselung und Urheberrecht
Aktuelle Bedeutung erlangt hat die Entschlüsselung im Kontext der Umgehung von Kopierschutz oder anderen Mechanismen, die von Firmen zum Schutz des Urheberrechtes an Multimediainhalten (z. B. von CDs, DVDs und Pay-TV) eingerichtet werden. Hierzu werden insbesondere kryptologische Verfahren, sog. Verschlüsselungsverfahren, eingesetzt.

### Gesetzeslage in Deutschland
Mit Einführung von § 95a im Rahmen einer Novellierung des deutschen Urheberrechtsgesetzes (UrhG) vor einigen Jahren wurde die Nutzung von – im allgemeinen Sprachgebrauch als „Umgehungsvorrichtungen“ bezeichneten – technischen Einrichtungen, mit denen sich ein rechteinhaberseitig installierter Kopierschutz umgehen lässt, zumindest im Grundsatz verboten (§ 95a Abs. 1 UrhG).